# Donaliesstraße 12, 13

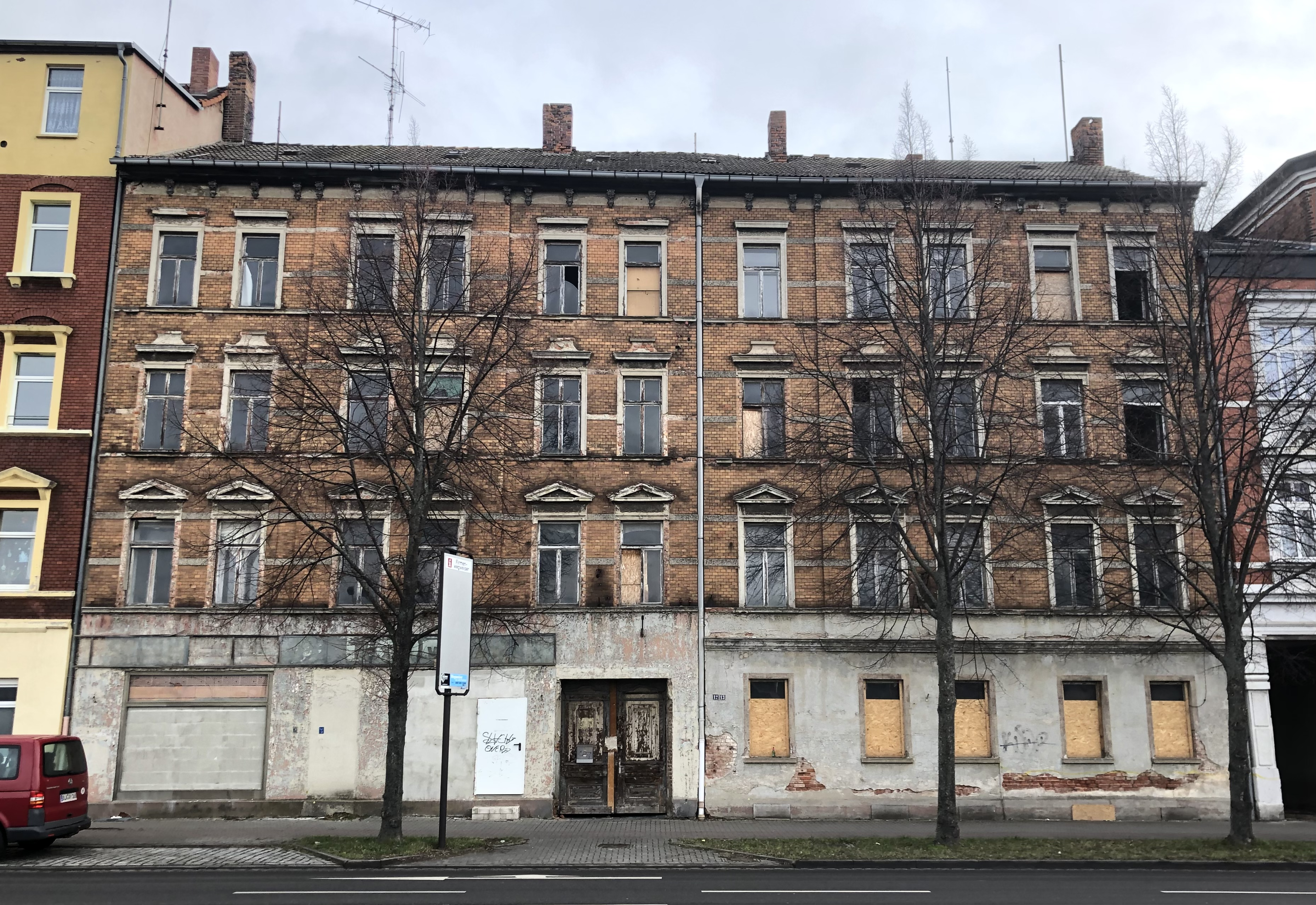
Haus Donaliesstraße 12, 13 im Jahr 2023

Das Gebäude Donaliesstraße 12, 13 ist ein denkmalgeschütztes Wohn- und Geschäftshaus in der Stadt Zeitz in Sachsen-Anhalt.

## Lage
Das Haus befindet sich nördlich der Zeitzer Altstadt, auf der Ostseite der Donaliesstraße. Südlich grenzt das gleichfalls denkmalgeschützte Gebäude Donaliesstraße 11 an. Darüber hinaus ist das Gebäude Teil des Denkmalbereichs Donaliesstraße 5a, 6, 7, 8, 9/10, 11, 12/13, 14, 15.

## Architektur und Geschichte
Das viergeschossige verputzte Gebäude entstand in der zweiten Hälfte des 19. Jahrhunderts in Ziegelbauweise. Die Fassade des Doppelhauses gilt als gut gegliedert. Die linke Hälfte (Nummer 13) ist dabei sechsachsig, die rechte Seite (Nummer 12) fünfachsig ausgeführt.
Ab 1911 diente das Haus als Sitz der sozialdemokratischen Zeitung Volksbote, die für die Industrieregion in der Region um Zeitz eine große Bedeutung erlangte. Unter diesem Aspekt wird dem Gebäude ein besonderer kulturgeschichtlicher Dokumentationswert beigemessen.
Im Denkmalverzeichnis des Landes Sachsen-Anhalt ist das Wohn- und Geschäftshaus unter der Erfassungsnummer 094 86631 als Baudenkmal verzeichnet.